# Poderbach
Der Poderbach ist ein mehr als 1,3 Kilometer langer linker Nebenfluss des Liebochbaches in der Steiermark. Er entspringt im nördlichen Teil der Gemeinde Hitzendorf, östlich der Gemeindegrenze zu Sankt Bartholomä und westlich der Gemeindegrenze zu Sankt Oswald bei Plankenwarth, nördlich der Rotte Neudorfberg und fließt im oberen Verlauf relativ geradlinig und im unteren Verlauf zuerst in einen flachen Links- und dann in einen flachen Rechts- und schließlich wieder in einem flachen Linksbogen insgesamt nach Südwesten. Nordwestlich der Rotte Neudorf, an der Gemeindegrenze zu Sankt Bartholomä mündet er etwas westlich der L336 in den Liebochbach, der bald danach nach rechts abknickt. Auf seinem Lauf nimmt der Poderbach von links einen unbenannten Bach auf.